# Sanvignes-les-Mines
Sanvignes-les-Mines est une commune française située dans le département de Saône-et-Loire, en région Bourgogne-Franche-Comté.
La commune est située au cœur d'un important bassin houiller exploité dès le Moyen Âge, mais de façon industrielle à partir du XIXe siècle et ce jusqu'en 2000, permettant l'essor de l'industrie sidérurgique et mécanique dans la région.

## Géographie
Située au cœur de la Saône-et-Loire, Sanvignes est une commune de 4 400 habitants située dans le département de Saône-et-Loire en Bourgogne du Sud.

### Géologie et relief
La commune repose sur le bassin houiller de Blanzy daté du Stéphanien (daté entre -307 et -299 millions d'années).

### Climat
Pour des articles plus généraux, voir Climat de la Bourgogne-Franche-Comté et Climat de Saône-et-Loire.
En 2010, le climat de la commune est de type climat océanique dégradé des plaines du Centre et du Nord, selon une étude du Centre national de la recherche scientifique s'appuyant sur une série de données couvrant la période 1971-2000. En 2020, Météo-France publie une typologie des climats de la France métropolitaine dans laquelle la commune est exposée à un climat océanique altéré et est dans la région climatique Centre et contreforts nord du Massif Central, caractérisée par un air sec en été et un bon ensoleillement.
Pour la période 1971-2000, la température annuelle moyenne est de 10,6 °C, avec une amplitude thermique annuelle de 16,8 °C. Le cumul annuel moyen de précipitations est de 856 mm, avec 11,1 jours de précipitations en janvier et 7,5 jours en juillet. Pour la période 1991-2020, la température moyenne annuelle observée sur la station météorologique de Météo-France la plus proche, « Mt-Saint-Vincent », sur la commune de Mont-Saint-Vincent à 15 km à vol d'oiseau, est de 10,4 °C et le cumul annuel moyen de précipitations est de 891,2 mm. 
La température maximale relevée sur cette station est de 37,6 °C, atteinte le 12 août 2003 ; la température minimale est de −21,1 °C, atteinte le 10 février 1956,,.
Les paramètres climatiques de la commune ont été estimés pour le milieu du siècle (2041-2070) selon différents scénarios d'émission de gaz à effet de serre à partir des nouvelles projections climatiques de référence DRIAS-2020. Ils sont consultables sur un site dédié publié par Météo-France en novembre 2022.

## Urbanisme

### Typologie
Au 1er janvier 2024, Sanvignes-les-Mines est catégorisée bourg rural, selon la nouvelle grille communale de densité à sept niveaux définie par l'Insee en 2022.
Elle appartient à l'unité urbaine de Montceau-les-Mines, une agglomération intra-départementale regroupant cinq  communes, dont elle est une commune de la banlieue,,. Par ailleurs la commune fait partie de l'aire d'attraction de Montceau-les-Mines, dont elle est une commune de la couronne,. Cette aire, qui regroupe 22 communes, est catégorisée dans les aires de 50 000 à moins de 200 000 habitants,.

### Occupation des sols
L'occupation des sols de la commune, telle qu'elle ressort de la base de données européenne d’occupation biophysique des sols Corine Land Cover (CLC), est marquée par l'importance des territoires agricoles (78,7 % en 2018), en diminution par rapport à 1990 (79,8 %). La répartition détaillée en 2018 est la suivante : prairies (73,1 %), zones urbanisées (10,2 %), forêts (6,7 %), zones agricoles hétérogènes (3,8 %), milieux à végétation arbustive et/ou herbacée (3,6 %), terres arables (1,9 %), espaces verts artificialisés, non agricoles (0,8 %). L'évolution de l’occupation des sols de la commune et de ses infrastructures peut être observée sur les différentes représentations cartographiques du territoire : la carte de Cassini (XVIIIe siècle), la carte d'état-major (1820-1866) et les cartes ou photos aériennes de l'IGN pour la période actuelle (1950 à aujourd'hui).

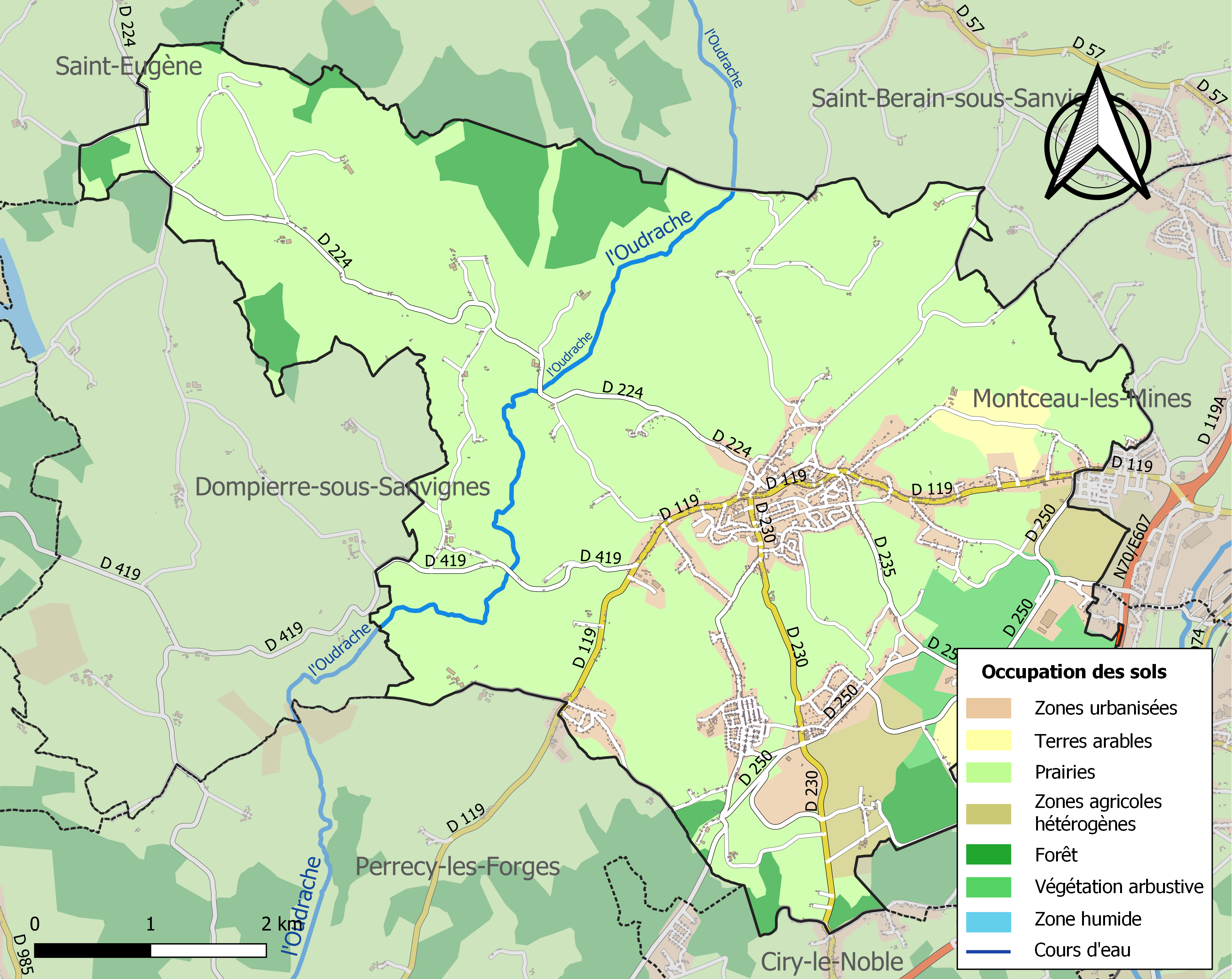
Carte des infrastructures et de l'occupation des sols de la commune en 2018 (CLC).

## Histoire
Des mines de houille sont exploitées sur la commune au XIXe siècle et au XXe siècle.

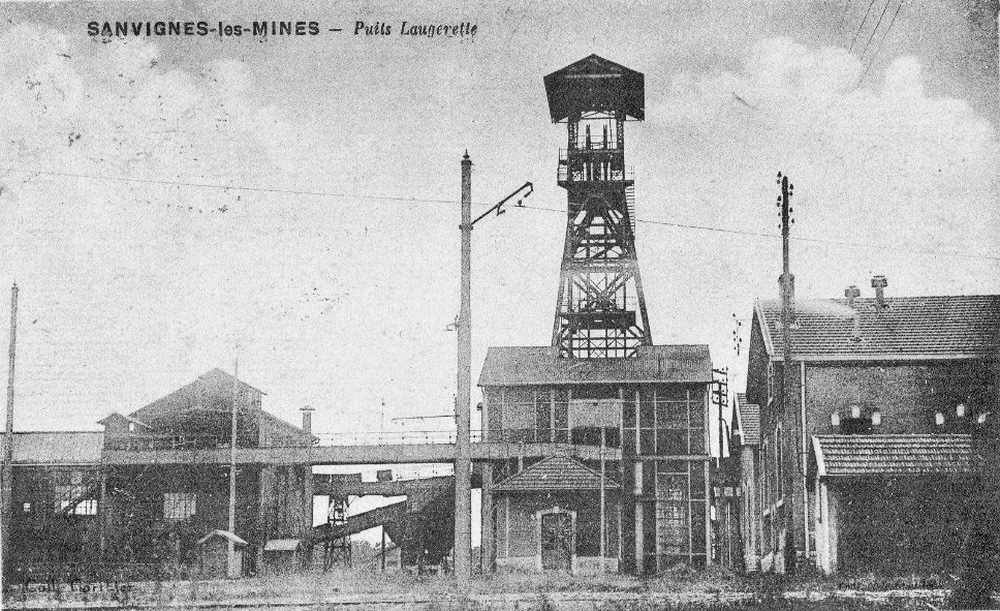
Le puits de charbon de Laugerette.

## Politique et administration

### Liste des maires
| Période                                  | Période               | Identité             | Étiquette | Qualité |
| ---------------------------------------- | --------------------- | -------------------- | --------- | --- |
| mars 1977                                | décembre 1981 (décès) | Pierre Massal        |           | Professeur de lettres |
| février 1982                             | mars 1989             | Daniel Vaillard      |           | |
| mars 1989                                | juin 1995             | Joseph Jeannot       | DVD       | Conseiller général du canton de Toulon-sur-Arroux (1982 → 1994) |
| juin 1995                                | En cours              | Jean-Claude Lagrange | PS        | Ingénieur territorial Conseiller régional de Bourgogne (1998 → 2015) Conseiller régional de Bourgogne-Franche-Comté (2015 → ) 7e vice-président du conseil régional de Bourgogne-Franche-Comté (2015 → ) Président de la CU Creusot-Montceau (2008 → 2014) 1er vice-président de la CU Creusot-Montceau (2014 → 2020 ) 1er conseiller délégué de la CU Creusot-Montceau (2020 → ) |
| Les données manquantes sont à compléter. |                       |                      |           | |

### Jumelages
| Ville | Ville     | Pays | Pays        | Période                     |
| ----- | --------- | ---- | ----------- | --------------------------- |
|       | Baldock   |      | Royaume-Uni | depuis le 26 octobre 1997   |
|       | Eisenberg |      | Allemagne   | depuis le 29 septembre 1970 |
|       | Kusel     |      | Allemagne   |                             |

Sanvignes-les-Mines figure parmi les quinze premières communes de Saône-et-Loire à avoir établi – puis officialisé – des liens d'amitié avec une localité étrangère.

## Population et société

### Démographie
L'évolution du nombre d'habitants est connue à travers les recensements de la population effectués dans la commune depuis 1793. Pour les communes de moins de 10 000 habitants, une enquête de recensement portant sur toute la population est réalisée tous les cinq ans, les populations de référence des années intermédiaires étant quant à elles estimées par interpolation ou extrapolation. Pour la commune, le premier recensement exhaustif entrant dans le cadre du nouveau dispositif a été réalisé en 2007.

En 2022, la commune comptait 4 265 habitants, en évolution de −2,31 % par rapport à 2016 (Saône-et-Loire : −1,06 %, France hors Mayotte : +2,11 %).
| 1793  | 1800  | 1806  | 1821  | 1831  | 1836  | 1841  | 1846  | 1851  |
| ----- | ----- | ----- | ----- | ----- | ----- | ----- | ----- | ----- |
| 1 021 | 1 146 | 1 122 | 1 229 | 1 260 | 1 624 | 1 647 | 1 599 | 1 585 |

| 1856  | 1861  | 1866  | 1872  | 1876  | 1881  | 1886  | 1891  | 1896  |
| ----- | ----- | ----- | ----- | ----- | ----- | ----- | ----- | ----- |
| 1 792 | 1 751 | 1 978 | 2 005 | 2 280 | 2 758 | 3 018 | 3 448 | 3 674 |

| 1901  | 1906  | 1911  | 1921  | 1926  | 1931  | 1936  | 1946  | 1954  |
| ----- | ----- | ----- | ----- | ----- | ----- | ----- | ----- | ----- |
| 3 966 | 3 838 | 4 130 | 4 801 | 6 621 | 6 210 | 5 922 | 5 725 | 5 616 |

| 1962  | 1968  | 1975  | 1982  | 1990  | 1999  | 2006  | 2007  | 2012  |
| ----- | ----- | ----- | ----- | ----- | ----- | ----- | ----- | ----- |
| 6 707 | 6 784 | 6 266 | 5 728 | 4 918 | 4 342 | 4 373 | 4 377 | 4 414 |

| 2017  | 2022  | - | - | - | - | - | - | - |
| ----- | ----- | - | - | - | - | - | - | - |
| 4 317 | 4 265 | - | - | - | - | - | - | - |

### Enseignement
Collège Roger-Vailland
Le collège compte 299 élèves. 48 élèves était en SEGPA (section d'enseignement général et professionnel adapté), celle-ci étant détruite. Les langues enseignées sont l'anglais, l'espagnol, l'allemand et le latin.
Écoles primaires
- École Liberté-Ferry
- École des Baudras

Écoles maternelles
- École Marcel-Sembat
- École des Baudras

## Culture locale et patrimoine

### Lieux et monuments
- L'église romane, dont l'origine est la chapelle d’un puissant château fort (élevé au Xe siècle et dépendant de Brancion, qui a disparu). L’église est mentionnée pour la première fois au XIIe siècle. Elle est placée sous le vocable de saint Symphorien (martyr de la fin du IIe siècle) mais fut dédiée primitivement à sainte Hélène. Elle est à la collation du chapitre des chanoines de la cathédrale d’Autun qui ont le droit de nommer le curé (en effet, l'église fut donnée aux chanoines d'Autun entre 1150 et 1170 par l’évêque Henri de Bourgogne, en même temps que l’église de Génelard, Lugny et de Mont près de Bourbon-Lancy). Elle fut unie en 1306 à la mense capitulaire (mise en communauté des églises de Sanvignes, de la Tanière, d'Etang-sur-Arroux et de Laisy, d’après le cartulaire de l’église d’Autun). Elle date du XIIe siècle, période tardive de l'art roman. Fortement délabrée, elle a nécessité d'importants travaux entrepris en 1788, puis autour des années 1900, et seul le clocher a pu être classé au titre des Monuments historiques. Une statue dorée de saint Symphorien décore le chœur, éclairé par des vitraux modernes[22].
- Parcs et jardins.

### Personnalités liées à la commune
- André Proudhon (1914 - 1944), résistant français et Juste parmi les Nations est né à Sanvignes-les-Mines où il est inhumé.
- Richard Nowacki (1949-1977), footballeur français.

### Héraldique
| Blason de Sanvignes-les-Mines | Blason  | D'azur à douze étoiles d'or ordonnées en cercle et enfermant une lampe de mineur brochant sur deux pics passés en sautoir et accostée de deux épis de blés posés en chevron renversé, le tout du même ; à la bordure componée de gueules et d'argent. |
| Blason de Sanvignes-les-Mines | Détails | Le statut officiel du blason reste à déterminer. |

## Pour approfondir